# マナカナ
マナカナこと、三倉 茉奈（、1986年2月23日 - ）と三倉 佳奈（、1986年2月23日 - ）は、日本の双子の女優・タレント・歌手・YouTuber。
大阪市平野区出身。共に関西学院大学社会学部社会学科卒業。所属事務所はキューブ。子役としてNHKのドラマ『ふたりっ子』でデビューし「マナカナ」の愛称で人気を集め、双子の女優・タレントとしてテレビドラマやバラエティ番組、舞台、テレビ広告等に出演。NHKのドラマ『だんだん』でヒロインを務めた。また、双子デュオ『茉奈 佳奈』としてシングル「二月のわた雪」でメジャーデビュー。

## 略歴

### 出生
1986年2月23日、大阪府大阪市平野区生まれ。一卵性双生児で血液型はO型。茉奈が姉、佳奈が妹。7分違いで誕生した。
出産時の胎盤の状態から二卵性双生児と診断され、本人らもそう信じていたが、2006年10月25日放送『ザ!世界仰天ニュース』（NTV）の中で行われたDNA検査の結果、99.999 999 999 999 4%の確率で一卵性双生児だったことが判明した。2007年5月15日放送『週刊オリラジ経済白書』（NTV）の中で行われたDNA鑑定でも同様の結果が出た。なお、本人らはこのことについて「二卵性なのに似ているというのが売りだったのに、双子のハードルが上がった」と語っている。
揃って4歳から児童劇団に所属し、5歳から子役としてテレビ広告や映画やバラエティ番組に出演。一時は松竹芸能に所属（オセロ、ますだおかだと同期）し、またNHK『ふたりっ子』からは関西の芸能事務所グレースに所属していた。

### 『ふたりっ子』でデビュー
1996年10月、10歳の時にNHKのドラマ『ふたりっ子』でデビュー。子役オーディションを経てヒロインの麗子（菊池麻衣子）・香子（岩崎ひろみ）の少女時代を演じた。わずか8回の出演ながら視聴者からの大反響を呼び、ドラマ終盤には麗子の双子の娘、真実・玲実として当初予定の無かった再登場を果たした。1996年6月11日クランクイン、1997年2月21日クランクアップ。
『ふたりっ子』の放送終了後もその人気は衰えることなく、テレビのバラエティ番組や広告、各種イベント・キャンペーンに次々に出演し、ManaKana名義でCDもリリース。1999年にメイトクシステムの所属となると、同7月にNHKの子供向けドラマ『双子探偵』でヒロインの双子・岩崎亜衣（茉奈）と山下真衣（佳奈）を演じてテレビドラマ初主演。翌2000年8月にはミュージカル『アルプスの少女ハイジ』でハイジ（Wキャスト）を演じてミュージカル初主演、前年夏に上演中止になったミュージカル『ミレット』に代わり初めてのミュージカル主演となった。2003年には『女と愛とミステリー 金田一耕助ファイルII 獄門島』（テレビ東京）で初めて3つ子役を演じた。テレビ番組・広告・舞台やイベント・キャンペーン等への出演を重ねる一方で、芸能活動は放課後や週末、長期休暇に制限して学業を優先。運動会・文化祭・遠足といった学校行事には欠かさず参加し、二人揃ってブラスバンド部に所属するなど、ごく普通の学生生活をおくった。
2004年3月に大阪府立東住吉高等学校普通科を卒業。その後、2004年4月より揃って関西学院大学社会学部社会学科へ指定校推薦で進学。2人ともメディア専攻で同じゼミ、バスケットボールサークルに所属。大学内では単独行動が多かったが、休憩時間には中央芝生（通称：中芝）にてバレーボールで遊んでいたとのこと。大学在学中の2007年1月には双子デュオ『茉奈 佳奈』としてメジャーデビューも果たした。2008年3月に関西学院大学を卒業。卒業論文のテーマは「キャラ化する社会」（性格表明化・役割分担化について）（茉奈）、「『視聴率』は本当に悪者なのか」（佳奈）。以後、学業との両立から芸能活動へと専念することとなる。

### 2度目の朝ドラヒロイン
2008年9月、同年後期のNHKのドラマ『だんだん』に主演、Wヒロインの田島めぐみ（茉奈）と一条のぞみ（佳奈）を演じた。初回は子役だったものの、ヒロイン再登板は朝ドラ史上初の実例となった。茉奈は島根県松江市の路上ライブ好きな女子高生役、佳奈は京都府京都市東山区祇園の舞妓役から始まるため、新たに茉奈は大阪でギターを黒岩健二から、佳奈は祇園で京舞を井上八千代から習った（2008年5月26日クランクイン、2009年2月20日クランクアップ）。ドラマ放送中に2009年1月から2月にかけて『茉奈 佳奈』として劇中歌を含むカバーアルバム『ふたりうた』および劇中歌「いのちの歌」のシングルをリリースした。
2009年10月には『舞台版 だんだん』として舞台化され同役で再び主演、ダブル座長として大阪松竹座など全国52公演を務めた。

### 単独での活動へ
『だんだん』への出演を境に、「それぞれ女優として仕事がしたい」という両者の意向から、次第に茉奈、佳奈それぞれ単独でのテレビ・舞台等への出演が中心となる。2009年12月には佳奈が井筒和幸総合演出の舞台『パッチギ!』へ単独出演、ヒロイン・キョンジャを演じ、劇中では初めての朝鮮舞踊にも取り組んだ。
一方で、翌2010年の11月には倉本聰作・演出の二人芝居、富良野GROUP公演2010秋『オンディーヌを求めて』に揃って主演、日本の売れっ子女優・谷村めぐみ（佳奈）とニューヨークで演劇を学ぶ売れない女優・久米島愛（茉奈）を演じている。倉本聰が主宰する富良野GROUPの演劇作品に外部から主演女優を迎えるのは初のことであり、北海道富良野市の倉本邸に1ヵ月間滞在して稽古を積み公演に臨んだ。
2011年4月には個人事務所の有限会社ジェミニより株式会社キューブへ移籍、芸能活動の拠点を大阪から東京へと移した。2012年9月期放送の東海テレビのドラマ『赤い糸の女』で茉奈が連続ドラマへ単独初主演（2012年7月1日クランクイン、9月20日クランクアップ）。同年1月期放送の東海テレビ『鈴子の恋 ミヤコ蝶々女の一代記』で初のキスシーンを演じた佳奈に続き、初めてのキスシーン、ベッドシーンを体当たりで演じた。
2016年後期のNHK連続テレビ小説『べっぴんさん』に茉奈が出演、『ふたりっ子』『だんだん』に続き3度目の朝ドラ出演を果たした。単独での朝ドラ出演は初となった。NHK連続テレビ小説第100作となる2019年前期の『なつぞら』に茉奈が9人目の歴代朝ドラヒロインとして出演した。

### 私生活
佳奈が大学時代の同級生で1歳年上の男性と7年半の交際期間を経て、2012年2月28日に婚姻届を提出し結婚。翌2013年の5月23日にオアフ島の教会で挙式し、交際が始まって8年目の記念日となる同年6月30日に兵庫県神戸市内で披露宴を開いた。2014年5月には妊娠を発表し、10月14日に第1子となる女児を出産した。2015年11月には第2子の妊娠を発表、2016年4月28日に男児を出産した。
茉奈が川村エミコ主催のバーベキューパーティにて2017年に知り合い交際していた関西出身で同年齢の男性と2019年2月2日に婚姻した。2020年8月16日、第1子妊娠を報告。12月24日、第1子女児出産を報告した 。

### 見分け方
- 立ち位置は通常向かって左が茉奈、右が佳奈である。
- 例外としてNHKのドラマ『だんだん』で4人のシジミジルとして歌う場合のみ、左が佳奈（のぞみ役）、右が茉奈（めぐみ役）となる。これは、通常の立ち位置だと茉奈が弾くギターのネックが邪魔になる事情による。
- その他としては「佳奈の方が5mmほど身長が高い」「茉奈の方が乾燥肌である」「茉奈は花粉症・ハウスダスト等のアレルギーがある」などがある。

### 性格
- 公式ブログ「マナ・カナのスマイルブログ」によれば、2人の性格には若干違いがあり、
  - 茉奈 ＝ 「真面目で寂しがり屋で自分に正直で、不器用。そして、いろいろ頭で考えたり、気を遣ったりするタイプ、お喋り」
  - 佳奈 ＝ 「真面目で真っ直ぐで、サバサバしていて、プラス思考だけど、一回落ち込んだらひたすら考え込んじゃう。でも次の日の朝にはもうスッキリしてるような、楽観的な性格」との事である。
- 佳奈の方が若干涙もろい。一途に努力している人を見た時や、自分たちを支えてくれる人々がいることを実感するような場面で涙することが多い。
- 茉奈はそんな場面では佳奈のフォローに回ることが多い。しかし、茉奈の感受性が低い訳ではなく、同じくらい感激していても進行を担うスタッフや成り行きを見守る観客を気遣い感情を抑えているようである。
- テレビ番組のトーク等では茉奈が口火を切って佳奈が補足するような場面が多いが、逆に私生活では佳奈がリードして茉奈がついて行くような場面が多い。
- 佳奈が一人歩きも平気であるのに対し、茉奈は一人歩きが苦手である。茉奈はこの現状を打破するため、最近は一人で外食するなど一人歩きの機会を増やしている。
- 「よりしっかりしているのは佳奈」「より子供っぽいのは茉奈」ということで2人の認識は一致している。また茉奈は自身について「大雑把でおっちょこちょい」とも語っている。
- 佳奈は小さいとき「可愛い方が茉奈、美人な方が佳奈」と言われてすごく嬉しかったと語っている[26]。
- 2人とも負けず嫌いであることを認めている。高校生頃まではお互いを出し抜くような方法で競争することもあったが、不毛であることに気づき、今では協力しながら切磋琢磨する関係との事である。
- 2人とも優柔不断であることを認めているが、茉奈の方がやや心配性であり、佳奈の方がやや大胆である。
- 佳奈はポストカードと誕生日カードを集めることも趣味としている。大学時代の頃から可愛いカードを見つけては買い集めており、家の壁に飾ったり手紙や友達の誕生日カードに使ったり、とにかく集めるのが好きとのことである[27]。
- 写真の撮影では、茉奈は感覚重視で自由に撮るのに対し、佳奈は全体の構図を考えカッチリとした写真を撮ると語っている。
- 好きな食べ物について、茉奈は、果物（柑橘系）・うどん・親子丼・カキを、佳奈は、果物（リンゴ系）・うどん・鶏肉料理・カキを挙げている。なお外食では、佳奈は肉類ばかりを選びがちであるため、茉奈が野菜類を多く摂るようフォローしているとの事である。
- 嫌いな食べ物については、2人とも粉チーズと固形チーズを挙げている。なお、冷たいチーズは苦手だが、グラタン等の温かいチーズは大丈夫とのこと[28]。
- 東京で二人暮らしをしていた時のマンションでは、茉奈の部屋は赤・白・黒基調となっていた。茉奈によると「ちょっと大人っぽくなりたいな」とのことであった。また、大阪の実家の部屋をアジアン風にしようと布などを買ってきて模様替えを試みたが、佳奈からは「変」母からは「暗い」等、家族の強い反対により模様替えを断念している。
- 佳奈の東京のマンションの部屋は黄色で統一されていた。佳奈は昔から黄色が好きで、一度白にしようと試みたが黄色に戻した。茉奈の赤・白・黒基調の部屋と比較された佳奈は「ええやん別に、子供っぽくても〜」と語っていた。
- 茉奈はよく寝る。佳奈に寝顔写真を撮られ公式ウェブサイト（かな日記）に掲載されることも多い。しかし、ただの寝ぼすけではなく、電話で寝ながら友達と終始一貫つじつまの合った会話をこなしたり、寝ながら他人の会話に入り込みボケをかますという特技を持つ。ただし本人は覚えていないため打合せや台詞暗記には応用できない。茉奈は美容室でヘアカット中にもかかわらず眠り込んで頭をグラグラさせてしまうことも多く、その場合はカット担当と頭押さえ担当の2人のスタッフが付く。
- 佳奈はアクティブである。オフができると疲れていても友達に連絡を取りスケジュールを隙なく埋めて交遊を図る。そして帰路でヘトヘトに疲れたところで1日の充実感を得るとのことである。

### 恋愛観
- 両者とも好きになるタイプの見た目は似ており、2005年6月15日放送分の『トリビアの泉』（フジテレビ）のトリビアの種のコーナーの“双子の姉妹は同じタイプの男性を好むのか?”という調査の中でも十枚の顔写真の中から同じ男性を選び、佳奈は「とにかく目がパッチリして可愛らしい」、茉奈は「仔犬っぽくてちょっと疲れているのがポイント。大丈夫？って言ってあげたくなる」という趣旨の発言をしている[29]。
- 同じ人を好きになった場合、「佳奈が勝つ」というのが二人の共通認識である。茉奈が「気を遣って身を引いてしまう」ということが理由だが「実際にそうなった場合は相手に選んでもらう」のが二人のルールになっている[30]。
- 好きな人ができると「顔に出る」「ニヤニヤする」ため互いにすぐに分かるが、「同じ人を取り合いになると嫌だから」という両者の意向から、恋愛に関する話は互いに絶対にしないという[30]。
- 結婚の順番については「佳奈が先」というのが以前からの二人の共通認識であり、現実にその通りになった。佳奈は自身で「思い立ったら結婚しそう」と語っていた[30]。
- しかし、佳奈の結婚が決まる前は2人一緒に結婚したいと考えていたようである。招待客の9割方が同じで「この前行ったからいいや」と思われるのが嫌だからというのがその理由である[30]。
- 二人とも結婚したら双子が欲しいと語っており、理由は「自分たちが双子で毎日楽しい。だから子供も双子だと幸せかなと思う。」とのことである[30]。
- 2012年10月4日発売の『女性セブン』誌上で茉奈と作曲家・ピアニストの村松崇継との交際が報じられた[31] が、「仕事のこと、プライベートのこと、相談に乗って下さったり、時には厳しく叱って下さるお兄ちゃんのような存在です」とブログ上で即座に交際を否定[32]。また、村松側も「友人として、お互いの活動を応援している間柄ではありますが、記事に書かれているような「交際」の事実はございません」とブログ上で交際を否定した[33]。

### 趣味・特技
- 茉奈の趣味は、写真・旅行・卓球・料理・ヨガで、特技は、トランペット・ギターである[34]。
- 佳奈の趣味は、写真・お笑いを見ること・旅行・卓球で、特技は、テナーサックス・京舞である[34]。
- 幼少の頃は蝉獲りや木登りをするようなワイルドな子供だった。そのため、今でも蝉や蛙に触ることについては抵抗が無い[35]。
- 2人とも数学が得意であり、全国数学選手権大会イメージキャラクターにもなっていた。
- 知性のある芸能人として名前が挙げられることも多く、『クイズモンスター』や『日立 世界・ふしぎ発見!』などのクイズ番組への出演も多い。また、朝日新聞に連載された経済関係のインタビュー記事でインタビュアーを務めたこともある。
- 高校時代は吹奏楽部に所属していた。担当は茉奈がトランペット、佳奈がテナーサックス。『3000人の吹奏楽』には2000年から、「管カラフェスタ」には2006年から毎年出演し、司会とあわせて演奏を行っていた。現在も特技として挙げており、『題名のない音楽会』などの音楽番組で演奏する機会もある。佳奈はカバーアルバム『ふたりうた2』収録の「フレンズ」の間奏部でソプラノサックスのソロを演奏、ライブでも実際に演奏を披露した。
- 茉奈、佳奈ともに運動は苦手だが、どちらかと言えば佳奈の方が運動神経が良いというのが2人の共通認識である。
- 2005年2月に普通自動車運転免許を取得。学科試験は2人とも1回落ちた。実技については佳奈は教官から「教官にならへんか?」と言われるほど上手だったが、茉奈は恐る恐るの運転だったとのこと。また後日、茉奈が久々に運転した際には一瞬アクセルとブレーキを迷って左右両足を使いそうになり、助手席の母親を失神させそうになった。2009年後半には茉奈は積極的に路上に出て練習したため運転が楽しいレベルまで慣れたが、逆に佳奈は路上で運転する度胸がなくなりペーパードライバーと化している。
- 2人とも写真が趣味の1つであり、一眼レフデジタルカメラα100を1台とコンパクトデジタルカメラを1台ずつ所有している（＝計3台）。なお、双子らしく茉奈・佳奈ともコンパクトデジタルカメラを水没・損壊させた経験があり、茉奈は2007年6月沖縄の海の美しさに見とれてLumix DMC-FX9を水没させDMC-FX30へ、佳奈は2008年7月不注意でLumix DMC-FX9を水没させDMC-FX35へ買い替えた（その後、佳奈はDMC-FX35のズームが不調となったためCyber-shot DSC-W380(S)へ買い換えた[36]）。α100は『関口宏の東京フレンドパークII』にて茉奈が2台獲得したが、現在は2人で1台しか所有していないため、良い画が撮れそうなときには取り合いになるとのことである。
- 大のお笑いファンとして知られ、ネタ見せ番組などでのゲスト出演が多い。2005年から2010年（2008年は除く）の『M-1グランプリ』（朝日放送）は決勝戦をゲスト観覧した。2007年大会ではスマイルブログにて優勝者の大胆予想を行ったが予想外のサンドウィッチマンが優勝し、伝え聞いていたサンドウィッチマン富澤に「僕らの名前が一切出ていなかったです。ざまあ見ろって思っています」とネタにされるという一幕もあった。また『第38回NHK上方漫才コンテスト』では審査員を務めており、『爆笑オンエアバトル』（NHK）でも審査員を務めたことがある。また今注目の若手はなすなかにしとNON STYLE、プラスマイナスであると『なるトモ!』にて語っている。
- 東京のマンションで二人暮らしをしていた頃は、時間がある時には2人交代で自炊をしていた。得意料理は煮物・鶏料理であり、冷蔵庫の残り物を使って手早く料理するなど主婦レベルに近いこともこなしていたようである。以前、茉奈は時々味加減で失敗することもあったが、2009年後半頃から料理の機会を増やしたこともあり失敗することは希になったようである。
- 食事については残さず食べることを心がけている。「もったいないから」「食べ物や作ってくれた人への感謝」というのがその理由である。その心がけは食紀行ロケでも変わらず、通常は一口食べて終了のところを残さず食べるため、ロケ先の料亭や料理店からは驚きと賞賛の言葉が寄せられている。2010年11月、舞台『オンディーヌを求めて』出演のため1ヶ月間倉本聰宅に泊まり込みで稽古を付けてもらっていたが、ある夜、稽古から帰ってきたら炊飯器にご飯が炊かれていた。マナカナは「ご好意なんだ」と夜食と朝食で全部食べてしまったが、実は翌日の倉本夫妻の昼食だったことが判明。佳奈曰く「その瞬間、血の気が引きました」とのことだったが、以後、倉本聰にはことあるごとに「俺のごはんを食べた」とニヤリと笑われるようになったとのこと[37]。
- 飲酒については、2008年7月1日、連続テレビ小説『だんだん』の会見にて、共演する女優の三林京子から「リハ終わりで飲みに行くのですが、2人共いい飲みっぷりですよ」と暴露される一幕があった。なお、2008年10月25日の『かんさい土曜ほっとタイム』（NHKラジオ第1放送）にて、本人たちは「ちょっとだけ。付き合い程度に飲みます。」と語っている。
- 佳奈はNHKのドラマ『だんだん』で芸妓役を演じることとなり、役作りのため祇園の井上流五世家元・井上八千代のもとに通って京舞（日本舞踊）を習った。放送終了後の2009年6月には「役作りの為じゃなくて、自分のために京舞を続けたい」と井上流に正式に入門[38]、仕事の合間に祇園に通って稽古を続けている。
- 茉奈は連続テレビ小説『だんだん』で路上ライブで歌う女子高生を演じることとなり、役作りのため自身で練習用にギターを購入。「ギタ子」という名前を付けて愛用している。このギターはドラマの中でも実際に使用され、製品名はMorris S-20である。放送終了後も父・田島忠役を演じた吉田栄作から「一日10分でもイイからギター弾けよー」と言われ続けており[39]、茉奈 佳奈のカバーアルバム『ふたりうた2』『ふたりうた3』には「さくら（独唱）」「渡良瀬橋」など茉奈がギターを演奏した楽曲が収録されている。また、茉奈 佳奈初のライブツアーを前に自己投資として2台目のギターTAKAMINE PTU541C TBSを購入。ツアー中に名前を決めようとしたが決めきれず、ブログを通じて公募[40] し、「ギタロー」と名付けた。決め手は「親しみやすい」「意見が多い」「イチローさんのように沢山努力して力をつけられるよう」「"キダ・タロー"さんにも引っ掛けて」とのことである。なお、キダ・タローは関西学院大学の先輩でもある。NHK Eテレの『趣味Do楽 押尾コータローのギターを弾きまくロー!』に生徒役として出演した際には、講師の押尾コータローの代表曲である難曲「戦場のメリークリスマス」の演奏にも挑戦した。
- 佳奈は自分のエッグシェイカーに「たま子」という名前を付けて愛用している。このエッグシェイカーは連続テレビ小説『だんだん』で共演の久保山知洋から譲り受けたものであり、同ドラマでは使用されなかったがその後の茉奈 佳奈のコンサートなどで使用されている。製品名は、TOCA T2106である。
- 二人ともかなりの新幹線好きである。一般人であれば飛行機を使うような距離でも新幹線で移動することが多く、東京から博多まで新幹線で移動したこともある[41]。
- 移動時間の多くは小説を楽しんでいる。好きな作家として茉奈は東野圭吾、村上春樹、石田衣良、乙一、唯川恵を、佳奈は東野圭吾、道尾秀介、湊かなえ、山田悠介を挙げている[42][43][44]
- 茉奈は2010年頃から上方舞山村流日本舞踊の稽古を受けており、2015年9月の舞踊会「若登会」では「君が代松竹梅」を踊った[45]
- 茉奈は2015年に保育士資格を取得した。2014年から受験を開始し科目合格を経て2015年夏に筆記試験を通過。実技試験は音楽と言語を選択し、音楽はギターで課題曲を演奏しながらの歌唱、言語は昔話の読み聞かせで合格した。動機は「昔から保育士さんや子どものことは興味があった」とのことで「子どもも好きですし、何かに生かされればなぁ」とのことである[46]。
- 茉奈は2018年11月18日開催の第8回神戸マラソンでフルマラソンに初挑戦した。練習期間は約3カ月だったがマラソン本番の10日前に舞台「放課後の厨房男子」の公演中に階段を踏み外し右足首を捻挫。11kmまでの練習しかできていない状態で本番を迎える。本番は16kmすぎから右膝を痛め、歩く場面も多くなったが「"諦める" その選択肢はない」との強い意思により6時間5分44秒で完走を果たした。 東京から佳奈がサプライズで応援に駆けつけ完走を祝福。抱き合い喜んだ[47]。

### 交友関係
- NHK連続テレビ小説『ふたりっ子』の長沖渉チーフディレクターからはドラマ放送前から「ドラマが放送されたら、茉奈と佳奈はもしかしたら人気者になってしまうかもしれへん。それでも何があっても学校だけは絶対にちゃんと行きや。」との忠告があり、その後も繰返し忠告をもらっていた[48]。また小学校卒業にあたっては「これまで大人の世界を知りすぎ歪んでいった子役をたくさん見てきた。仕事だけにならず勉強・クラブ活動・遊び・同年代の友達を作ることが君たちの感性を磨く」という旨の手紙をもらった[49]。マナカナはこの教えを忠実に守り、芸能活動と勉学を両立し人間関係を大切にしてきた。後に長沖は連続テレビ小説『だんだん』のヒロインで再びマナカナを起用[50]、NHKを離れフリーとなった後も、佳奈が出演した東海テレビ『鈴子の恋 ミヤコ蝶々女の一代記』で脚本を、茉奈が主演した同『赤い糸の女』で演出を担当している。
- 小学校5年生の時、ドラマ撮影を言い訳に宿題をサボった茉奈に対し担任教師は「宿題も出来ないようだったら仕事なんかやめなさい！」とクラスメイトの前で厳しく叱った。このことについて茉奈は「とても感謝している。先生が特別扱いせず叱ってくれたお陰で思い上がることなくやって来られた」との旨を語っている[51]。
- シアトル・マリナーズに所属していたイチロー選手とは11歳当時にハウス食品の広告で共演して以来の付き合いであり、毎年数回食事を共にしたり国際電話をする仲である。舞台へ出演する際にはイチローより贈られた楽屋暖簾を使用し、イチローが観劇に訪れることもある。関西学院大学在学中には学内の食堂で一緒に食事をしたこともあり、イチローは学生風の格好で帽子を深く被ってジャンボカツカレーを食べていたが途中で見つかり学内が大騒ぎになったとのことである[52]。WBCでの気さくなイチローが人気を博したことについて、2人はメジャーリーグを特集するNHKの番組で「あれが本当のイチローさんなんです。だから嬉しかった」と語っている。また「何気ない一言が多くの人に影響を与えるので軽率に話さない」「天才と呼ばれていてもその影には多くの努力がある」ということを学んだと語っている。2011年6月にはイチローのメジャーリーグ移籍から11年目にして初めて念願のアメリカ・ワシントン州シアトル市のセーフコ・フィールドでの試合観戦を果たした。また、佳奈は夫となる男性を結婚の2年前からイチローに紹介しており、その後も話を聞いてもらっていた[53]。
- 2人とも人間関係を大切にしており、ファンの集いにて「ファンクラブメンバーの顔は全員覚えることにしている」旨の発言をしている。また大学入学当時、一気に増えた知り合いや友人についても、名前を漏れなく携帯電話へメモ書きして全員覚えたとのこと。
- NHK連続テレビ小説『だんだん』で主題歌・ナレーションを担当した竹内まりやと音楽を担当した村松崇継とは放送終了後も親交が続いている。竹内や村松のライブ・コンサートに招待されて足を運び、また、マナカナが出演する舞台やライブには欠かさず花が贈られて客席には本人たちの姿も見られる。「茉奈佳奈兄」を自称[54] する村松は茉奈 佳奈のライブにもたびたびゲスト出演してピアノを演奏、また村松のソロアルバム『Lovely Notes of Life』には茉奈が作詞とゲストボーカルで参加した。竹内が作詞、村松が作曲を担当し茉奈 佳奈が歌った『だんだん』劇中歌「いのちの歌」の名前を冠した「いのちの歌会」と称して、自宅マンションに招いてたこ焼きパーティーを開催するなど4人で一緒に食事をする機会も多い[55][56]。竹内が「いのちの歌」のカバーシングルをリリースするにあたっては、村松が編曲とピアノ演奏で、茉奈 佳奈がコーラスで参加している[57]。

### 双子エピソード
- トーク番組などで時折見せる「ハモり」（同じ事を2人同時に言う。仕草も同じ）は見事でユーモラス。
- バラエティ番組では同じく双子のザ・たっちとの共演が多い。年齢が近く、ブレイク時期も重なることから、度々周囲の共演者から「付き合っちゃえよ」等といじられるが、その度に「ホントに無理ですから！」と返すのがお約束。ちなみに、かずやは茉奈、たくやは佳奈がタイプとのこと。
- 茉奈が佳奈と待ち合わせをしたところ、佳奈が約束の時間に遅れていたためイライラした茉奈が、鏡に映った自分の姿を佳奈と間違えて声をかけたことがある。これについて茉奈は、「普段から『双子、双子』と言われているけど、まさか自分が間違えるとは…」と語った。また、その様子は佳奈も近くで見ており「何してんの？」と呆れたそうである。
- 2人で一緒に暮らしていた頃は服・靴等の多くを共有しており「この服、私が着る」「衣装の色がカブるから違う衣装にして」といった類の衝突が起こることも多かった。その場合は公平にジャンケンで決めるとのことだった。2人別々の髪型をするようになってからは似合う服も変わってきたため、7割ぐらいが共用となっていた。
- 会見等で2人に同じ質問をされた場合、2人とも似たような回答を思いつくことが多い。しかし通常は茉奈・佳奈の順で答えるため佳奈は茉奈が言わなかった内容を探すこととなり、答えに窮することが多い。幼い頃はその結果「茉奈と同じです」という回答になることも多かった。
- 双子であることについて、佳奈は「友達以上、恋人以上。それぐらいの信頼関係で結ばれてる切っても切れない関係」、茉奈は「姉妹・親子・恋人の良い所全部を足して割ったような、めっちゃ楽しい存在」との旨を語っている[58]。
- 『週刊実話WEB』にて2012年9月10日付で「双子姉妹“マナカナ”解散近し」[59] とマナカナ解散説が報じられ話題となったが、「双子をどうやって解散するのか教えて欲しい 笑」とブログ上で即座に否定し再び話題となった[60]。

### その他エピソード
- 2001年上演のミュージカル『ミレット』は幻に終わる危機のあった作品である。本来であれば1999年に上演される予定だったが、公演初日の2日前に制作会社が倒産という事態となり上演は中止となった。しかし、上演を望む関係者の努力により、バッカーズ・オーディションなどを経て2年後の2001年に晴れて上演となった。なお、上演中止となった1999年の公演で共演するはずだったシルビア・グラブとは、茉奈は2011年の舞台『有毒少年』で12年越しの、佳奈は2012年の『gravity×茉奈 佳奈 Special Live』で13年越しの共演を果たしている。
- 『世界一受けたい授業』で、茉奈の「土踏まずが足の外側に突き抜けた足の裏を見て、専門家は「進化した足」で非常に珍しいと指摘した。佳奈の足にも、これに近い形のハイアーチが形成されていた。
- 高校時代の文化祭では、1年生の時には美男美女ランキングで2人揃って1位となったが、2年生で8位、3年生でランク外となり世間の厳しさを感じたとのこと。なお3年生の時には "そっくりさんランキング" で1位になったとのことである。
- 旅番組やイベントで地方を訪れることが多く、47都道府県すべて訪れたことがある。
- 2007年、東京にも『今田ハウジング』による引っ越しプロデュースによりマンションを借りた[61]。このことについて「大阪を捨てるの？」と嘆くファンもいたが、本人たちは「東京で泊まる機会も多くなったので、ホテル暮らしではなく拠点が欲しかった。活動の場を広げるだけで、大阪を捨てるようなことはない」との旨を語っている。その後『天才!志村どうぶつ園』(2009年5月16日)、『スクール革命!』(2010年3月7日)で部屋を公開、プロデュース当初のコーディネートが気に入っておりちゃんとキープしているとのことだった。佳奈の結婚に伴って引越しするまで、5年ほど暮らすこととなった。
- 2007年のクリスマスライブでは、それぞれの抱負として茉奈は「人を大切にする」佳奈は「素敵な女優になる」旨を挙げている。
- 作詞活動については佳奈が前向きな発言をしている。
- 茉奈はミニライブ等のイベントで「お客さん全員と1度は目を合わせることを心がけている」とのことである[62]
- 2012年2月20日放送のドラマ『鈴子の恋 ミヤコ蝶々女の一代記』にて、佳奈人生初のキスシーンを行う[63]。

## 出演 (マナカナとして)

### 情報・バラエティ番組
- マツコ&有吉かりそめ天国（テレビ朝日、2019年2月13日）ロケリポーター
- 踊る!さんま御殿!!（日本テレビ、2017年8月29日、2024年2月13日[64]、2025年8月12日)
- クイズ!あなたは小学5年生より賢いの?（日本テレビ、2023年5月26日）100万円獲得(DROP OUT)
- 時をかけるテレビ 今こそ見たい!この1本（2024年11月8日、NHK総合）

#### その他
- クイズモンスター（NHK総合、レアカードとしてたびたび出演）
- かんさい特集 世界遺産 熊野古道を歩きませんか?（2009年7月24日、NHK大阪）
- えぇトコスペシャル 大阪・プサン!究極プレミアムツアー（2012年5月4日、NHK大阪） - リポーター
- eo光スポーツスペシャル 大阪マラソン2013 7時間30分完全生中継(2013年10月、eo光チャンネル） - たむらけんじとともにメインMC)

### 音楽番組
- NHK紅白歌合戦（NHK総合・ラジオ第1）
  - 第47回（1996年12月31日） - 応援ゲスト
  - 第48回（1997年12月31日） - 応援ゲスト
  - 第59回（2008年12月31日） - 応援ゲスト

### ラジオ
- マナカナのオールナイトニッポンR（ニッポン放送、2007年2月3日深夜27:00-29:00）
オールナイトニッポン史上初の双子のパーソナリティ
- DJ Tomoaki’s Radio Show!（2007年2月8日・2月15日、下北FM）
- klim Duo presents マナカナのSweets Academy（2007年、TOKYO FM）

### 広告
- チチヤス「チチヤスヨーグルト」（広島県廿日市市の乳業会社：1991年 - 1997年3月）
- セキスイハウス（1996年12月 - 1999年1月）
- （旧）レオマワールド（1997年3 - 5月）
- サンスター（1997年3月 - 1998年1月）
- 大阪市（めいわく駐車：1997年3月、就職差別撤廃：2004年6月）
- 福岡市（アジア開発銀行、国際スポーツ大会：1997年6月）
- ハウス食品「バーモントカレー」（イチローと共演：1997年7月 - 1998年10月）
- 日本赤十字（1997年12月）
- 全家研ポピー（1997年）
- 兵庫県（明石海峡大橋開通：1998年2月）
- 佐賀県（佐賀空港開港：1998年3月）
- 北九州市（環境局：1998年4月）
- 鹿児島テレコール、宮崎テレメッセージ、大分テレメッセージ、山陰テレメッセージ（1999年5月）
- ジャスコ（現：イオン、1999年6月）
- ダスキン（1998年6 - 11月）
- シャディ（1999年8月）
- 日本道路公団（1998年11月）
- 大分県（国民健康保険：1998年12月）
- 野田塾（愛知県尾張地方の大手学習塾、2002年1月 - ）
- 芳岡ひでき（2002年4月 - 12月）
- 大阪市信用金庫（2002年4月 - 2013年11月）
- 明日香食品（2003年5月 - 2004年10月）
- 大阪府人権協会（人権啓発、2003年3月）
- 鹿児島県石油商業組合（2003年8月）
- eneGene（エネジン=LPガス、2004年12月）
- ジョー・コーポレーション（2004年1月 - ）
- 児島県エルピーガス協会（2004年4月）
- 滋賀県（人権啓発:2004年8月）
- JA全農岐阜「ぎふの米」（2004年10月 - ）
- 京都きものプラザ（島倉千代子と共演、2005年7月 - 2008年9月）
- リンレイ「リンレイオール」（TV・ラジオ、2005年12月 - ）
- ベルナール（和歌山市の結婚式場、2006年10月 - 2011年9月）
- タカナシ乳業「Klim Duo」（2007年）
- セガミメディクス（TV・ラジオ、2008年4月 - 2008年9月、2009年4月 - ）※2008年10月 - 2009年3月は出演部分を差し替え放送。
- NEXCO中日本、NEXCO西日本「名神集中工事」「東名阪リフレッシュ工事」（2009年5月 - 7月）
- 任天堂「Wii Sports Resort」（2009年6月 - 7月）
- 島根県観光PR「しまねにしてね」（2009年9月 - 2011年11月、しまねしまい名義、茉奈：しまね しま、佳奈：しまね まい）
- NHKインフルエンザ感染拡大防止・スポット「ストップ! 感染拡大」（2009年11月）
- 明星食品 究麺（きわめん）（2013年4月 - ）
- 大阪シティ信用金庫（2013年11月 - ）※前身は大阪市信用金庫であり、2002年4月から継続
- セブン-イレブン・ジャパン 「お得に差がつく!セブン‐イレブンアプリ」（2018年12月 - ）

### スチル
- 警視庁・春の交通安全運動ポスター
- 運輸省・車の不正改造防止ポスター
- 国土庁防災
- 日本自動車工業会
- 第1回全国数学選手権大会 イメージキャラクター
- 名古屋鉄道・乗車マナーアップキャンペーンポスター・カットアウト（2008年5月19日 - 6月16日）
- 島根県警・鍵掛け運動ポスター（2008年6月）

### イベント・キャンペーン
- 日米野球始球式（1996年11月）
- プロ野球阪神巨人戦始球式（1997年4月）
- 春の全国交通安全運動イメージキャラクター（1997年4月）
- 大阪府旭区警察 一日署長（1997年4月）
- 大阪府消防局（1997年）
- '97桂由美グランドコレクションイン大阪（1997年7月、ゲスト出演）
- 徳島阿波踊り（1997年8月、サンスター連で出演）
- 長野五輪聖火ランナー（1998年1月、茉奈のみ）
- 長野五輪聖火ランナー（1998年2月、佳奈のみ）
- 日本香港こども親善大使（1998年6月）
- 3000人の吹奏楽（2000年-2007年、2009年-2010年、ゲスト司会）
- プロ野球オリックス開幕戦始球式（2001年）
- 鳴門ガレの森の美術館 一日館長（2003年5月）
- 関空親善大使（2004年4月）
- フラワーパークかごしま 一日園長（2004年5月）
- 近鉄上本町 一日駅長（2004年10月）
- 大阪府浪速警察 一日署長（2004年12月）
- 北海道成田山札幌別院新栄寺 節分豆まき（2005年2月）
- 高知よさこい前夜祭（2005年8月）
- 大阪府人権擁護委員連合会 一日人権擁護委員（2005年12月）
- 管カラフェスタ（2006年-2008年、司会）
- 埼玉県警一日交通安全親善大使（2006年4月）
- 大阪観光大使（2006年11月 - 、初代大使）
- 愛知県警中村署 一日署長（2007年7月）
- キモチスイッチアガール（2007年、オロナミンC販促チアリーダー・チーム）
- 全国数学選手権大会イメージキャラクター（2008年 - ）
- 警視庁通信指令本部 一日通信指令本部長（2008年1月）[65]
- 今宮戎神社十日戎宝恵駕行列（2009年1月）
- 成田山大阪別院 節分豆まき（2009年2月）
- 第54回びわ湖開き（2009年3月）
- きもの文化検定イメージキャラクター（2009年7月 - ）
- しまね観光イメージキャラクター（2009年9月 - しまねしまい名義、茉奈：しまね しま、佳奈：しまね まい）
- 岡山最上稲荷 節分豆まき（2010年2月）
- 松江観光大使（2010年7月 - ）
- 神戸コレクション 2010 AUTUMN/WINTER（2010年8月29日、シークレットゲストモデル）
- 大阪ガス ハイブリッドメッセンジャー（2010年11月）
- 「Support Our Kids〜ひとりじゃないよ」チャリティーディナーショー（2011年6月24日、於・ANAインターコンチネンタルホテル東京）
- 出雲ドーム2000人の吹奏楽（2011年9月、特別ゲスト）
- 反射材フェア2011（2011年10月、特別ゲスト）[66]
- 東京湾岸警察署 一日署長（2012年9月）
- 東京都・警視庁・東京交通安全協会 平成24年飲酒運転させないTOKYOキャンペーン（年末） キャンペーン隊長（2012年12月）

## 出演 (三倉茉奈として)

### テレビドラマ
- 連続テレビ小説（NHK総合）
  - ふたりっ子（1996年 - 1997年） - 野田麗子（幼少期） 役（主演）、黒岩真実 役
  - だんだん（2008年 - 2009年） - 田島（石橋）めぐみ 役（主演）
  - べっぴんさん（2016年 - 2017年） - 坂東静子 役
    - べっぴんさん特別編「忘れられない忘れ物 〜ヨーソローの一日〜」（2017年5月6日、NHK BSプレミアム）

  - なつぞら 第112回、第114回（2019年8月8日、10日） - 佐々岡道子 役
- この指とまれ2（1997年、NHK総合） ‐ 藤吉純子 役
- サンタが殺しにやって来た2（1997年12月23日、関西テレビ クリスマス・ドラマスペシャル） - ミミ 役
- 双子探偵（1999年、NHK教育 ドラマ愛の詩） - 岩崎亜衣 役（主演）
  - ズッコケ三人組VS双子探偵（2001年、NHK総合 ドラマ愛の詩 正月SP） - 岩崎亜衣 役（主演）
- いい旅いい夢いい女〜九州路（2000年1月2日、NHK総合 正月ドラマ） - 小泉孝子 役
- 夢みる惑星（2000年、NHK BSハイビジョン 年始スペシャル） - ユメ子 役（主演）
- TRICK シーズン1 第7話（2000年、テレビ朝日） - 『哲 この部屋』ゲスト 役
- 金田一耕助ファイルII 獄門島（2003年、テレビ東京のサスペンスドラマ 女と愛とミステリー） - 鬼頭花子 役、鬼頭雪枝 役（二役）
- 柳生十兵衛七番勝負 第4回（2005年、NHK総合 金曜時代劇） - みよ 役
- ギネ 産婦人科の女たち 第2話・第8話・第9話（2009年10月21日・12月2日・9日、日本テレビ） - 長谷部美緒 役
- SP〜警視庁警護課（2011年10月8日、テレビ朝日 ドラマスペシャル） - 矢部まゆ 役
  - SP〜警視庁警護課II（2012年3月3日）
  - SP〜警視庁警護課III（2013年4月27日）
  - SP〜警視庁警護課IV（2014年5月4日）
- 浅見光彦シリーズ44「砂冥宮」（2012年4月27日、フジテレビ 金曜プレステージ） - 須賀絢香 役
- 赤い糸の女（2012年、東海テレビ） - 志村唯美 役（主演）
- お助け屋☆陣八 第10話（2013年3月14日、読売テレビ） - 白井沙織 役
- ぱじ〜ジイジと孫娘の愛情物語（2013年3月27日、テレビ東京 ヒューマンドラマスペシャル） - 進藤すみれ 役
- 空飛ぶ広報室（2013年、TBS 日曜劇場） - 香塚ともみ 役
- 押忍!!ふんどし部! 第4話、第8話（2013年、テレビ神奈川）
  - 押忍!!ふんどし部!シーズン2 〜南海怒濤篇〜 第9話（2014年2月28日）
- 警視庁捜査一課9係 season8 第10話（2013年9月11日、テレビ朝日） - 小高史織 役
- 隠蔽捜査（2014年、TBS） - 竜崎美紀 役
  - 今野敏サスペンス 隠蔽捜査〜去就〜（2019年3月11日、TBS 月曜名作劇場）
- 司法教官・穂高美子3（2014年5月31日、テレビ朝日 土曜ワイド劇場） - 白鳥歩美 役
- 警視庁機動捜査隊216IV（2014年9月8日、TBS 月曜ゴールデン） - 伊原愛美 役
- ほっとけない魔女たち 第31話 - 第33話（2014年10月14日 - 16日、東海テレビ） - 篠塚葉月 役
- SAKURA〜事件を聞く女〜 第1話（2014年10月20日、TBS） - 藤本佳奈 役
- 私は代行屋!3（2014年11月15日、朝日放送 土曜ワイド劇場） - 松尾千明 役
- 保育探偵25時〜花咲慎一郎は眠れない!!〜 第1話（2015年1月16日、テレビ東京） - 鴨瀬由比子 役
- デート〜恋とはどんなものかしら〜 第3話（2015年2月2日、フジテレビ） - 秀子 役
- 雲霧仁左衛門2 第5話（2015年3月6日、NHK BSプレミアム BS時代劇） - お時 役
- ある日、アヒルバス 第3話・最終話（2015年7月19日・8月23日、NHK BSプレミアム プレミアムドラマ） - 石田美雪 役
- 永久就職試験 （2015年、日本テレビ ネクストブレイク） - 白石幸子 役
- BARレモン・ハート 第3話「サチコの酒」（2015年10月19日、BSフジ） - 北原幸子 役
- 科捜研の女 春スペシャル（2016年4月17日、テレビ朝日） - 梅乃宮紫織 役
- 外科医 鳩村周五郎14「加賀友禅殺人事件」（2016年6月24日、フジテレビ 金曜プレミアム） - 篠原藍子 役
- 喧騒の街、静かな海（2016年7月18日、NHK） - 大城有子 役
- よしもと新喜劇 真夏の大感謝祭4時間ぶち抜きSP 第3部 『よしもと綺談「蘇り」』（2016年8月20日、MBS） - 深山姫子 役
- 世にも奇妙な物語 '16秋の特別編「貼られる!」（2016年10月8日、フジテレビ） - 半田愛奈 役[67]
- 本当にあった女の人生ドラマ「ブスの極み」（2016年11月18日、フジテレビ） - 広瀬由香 役[68]
- 櫻子さんの足下には死体が埋まっている 第1回（2017年4月23日、フジテレビ） - 三島由岐 役[69]
- 孤食ロボット（2017年6月20日 - 8月22日、日本テレビ） - 高木希巳 役
- いつかこの雨がやむ日まで（2018年、東海テレビ） - 矢吹麻美 役
- 特捜9 season2 第6話（2019年5月15日、テレビ朝日） - 村岡芳美 役
- ペンション・恋は桃色（2020年1月17日 - 2月14日、フジテレビ） - マキ 役
- アライブ がん専門医のカルテ 第3話（2020年1月23日、フジテレビ） - 田所歩美 役[70]
- シロでもクロでもない世界で、パンダは笑う。 第5話・第6話（2020年2月9日・16日、日本テレビ） - 中延陽子 役
- 知らなくていいコト 第6話・第7話（2020年2月12日・19日、日本テレビ） ‐ 桜庭和美 役
- オペレーションZ〜日本破滅、待ったなし〜（2020年3月 - 4月、WOWOW） - 周防由希子 役
- 元彼の遺言状 最終話（2022年6月20日、フジテレビ） - 遠山聡子 役
- 塩介と甘実-蕎麦ができるまで探偵- 第1話・第2話（2022年7月15日・22日、Paravi） - 宇野沙織 役

### テレビアニメ
- 妖怪人間ベム第20話「死霊との船旅」（2006年8月26日、アニマックス） - ニクス 役（アニメ声優デビュー作）

### 情報・バラエティ番組
- ニュースパーク関西（1997年4月 - 1998年3月、NHK大阪、こどもニュースキャスター）
- 春の高校バレー（2002-2003年、フジテレビ、レポーター）東京都大会、全国大会
- まなかなの堺シティナイン（200?年10月25日-200?年、ケーブルテレビジェイコムウエスト9ch、レポーター）大阪府堺市の広報番組
- 遊びに行こっ!（2004年10月 - 2008年3月、テレビ愛知、メインレポーター）
- ビーバップ!ハイヒール（2005年4月 - 2008年5月、2011年3月17日、朝日放送、準レギュラー）
- みんなの甲子園（2004年 - 2009年、毎日放送、GAORA、司会）
- ディズニー365（準レギュラー・2007年4月よりレギュラー）（2005年10月 - 2008年5月、CSディズニーチャンネル）
- マナ☆カナのチームワークにACCESS!（2006年、サイエンスチャンネル）
- 3か月トピック英会話「TOKYOまちかどリスニング」（NHK教育）（2006年10月 - 12月）
- 別冊カンテレ批評（2007年10月 - 2008年3月、関西テレビ、司会）
- テレビの木（2008年4月 - 2009年9月、関西テレビ、司会。別冊カンテレ批評より改題）
- かんさい情報ネットten!（2011年4月 - 10月、読売テレビ、隔週火曜日レギュラー）
- 趣味Do楽 押尾コータローのギターを弾きまくロー!（2013年4月 - 5月、NHK Eテレ、生徒役）
- ぐるっと食の旅 キッチンがゆく（2013年4月 - 2014年3月、NHK BSプレミアム）
- バラエティー生活笑百科（2013年11月 - 、NHK大阪、特別相談員）
- 上方落語の会（2016年6月 - 、NHK大阪）
- まる得マガジン 落語でつかむ話し方の極意（2017年4月、NHK Eテレ）

### ラジオ
- みすゞ朗読コンサート（2014年2月15日、NHK-FM(山口) 朗読（茉奈のみ））

### ラジオドラマ
- 青春アドベンチャー（NHK-FM）
  - マナカナの大阪LOVERS（2010年3月1日 - 5日・3月8日 - 12日）[71]　
マナカナを題材にしたラジオドラマで、1話完結のオムニバスを10本放送。
  - マナカナの大阪WORKERS（2011年3月7日 - 10日）（2011年8月22日 - 26日・8月29日 - 9月2日）[72]
マナカナの大阪LOVERSに続く第2弾。1話完結のオムニバスを10本放送。初回放送時は2011年3月11日に発生した東日本大震災の影響により第5話以降の放送が中止されたが、2011年8月-9月にトークの一部分を新たに収録しなおした上で第1話から全10話を改めて放送した。
- FMシアター（NHK-FM）
  - ぐじの小骨（2010年11月13日） - 真由 役[73]
  - りっちゃんのこと（2012年1月7日） - 金田理津子 役[74]
  - 紫のチューリップ（2014年6月21日） - 武井亜矢 役[75]
  - お乳の神様（2015年6月6日） - 妙子 役[76]
  - 一時帰宅（2018年11月10日） - 藤木悠真のママ 役[77]

### 映画
- She's Rain（1993年、東映） - ユウコ 役（菊池麻衣子の子供の頃の回想シーンで出演）
- 花のお江戸の釣りバカ日誌（1998年、松竹） - 冒頭の寸劇シーン（敵打をする双子役）
- ラブレター（2003年、人権・同和教育映画/東映） - 田原ことみ 役
- GSワンダーランド（2008年、デスペラード、日活） - 石貫妙子 役
- 女優は泣かない（2023年、マグネタイズ） - 飯塚真希 役[78]

### ミュージックビデオ
- wacci「東京」（2014年2月）
- wacci「東京」（新生活を歩み始めるあなたへver）（2014年3月）

### 舞台
- ミュージカル「アルプスの少女ハイジ」（2000年8月17日-25日） - ハイジ 役（主演、Wキャスト）
  - ミュージカル「アルプスの少女ハイジ」（2001年8月20日-30日、2001年12月23日、2002年3月16日、21日） - ハイジ 役（主演、Wキャスト）
  - ミュージカル「アルプスの少女ハイジ」（2004年1月10日-11日） - ハイジ 役（主演、Wキャスト）
- ミュージカル「ミレット」[注 4]（2001年8月4日-9月10日） - ミレット 役（主演、Wキャスト）
- ミュージカル「大草原の小さな家」（2002年7月25日-8月31日） - メアリー役（Wキャスト）、ネリー 役（Wキャスト）
- ミュージカル「サウンド・オブ・ミュージック」（2004年5月2日-28日、於・博多座） - 長女リーズル 役（Wキャスト）
- ミュージカル「ちぎれた雲はどこへ行く」（2005年7月23日-8月28日） - フワワ 役
  - ミュージカル「ちぎれた雲はどこへ行く」（2007年7月29日-9月1日） - フワワ 役
- 忍者イリュージョン「NARUTO」（2006年5月4日-21日） - サクラ 役（Wキャスト）
- ミュージカル「あしながおじさん」（2006年7月15日-8月5日） - ジュディ 役（主演、Wキャスト）
- 舞台「いろどり橋」（2006年11月5日-29日、原作：山本周五郎、脚本：堀越真、演出：寺崎秀臣、於・中日劇場） - お羽 役
- 舞台「月の子供」（2007年2月7日-18日、作・演出：秦建日子、於・本多劇場） - （現実の）佐倉悟 役（主演）
- 舞台「女ねずみ小僧」（2007年11月2日-27日、作：横内謙介、演出：岡村俊一、於・明治座） - お千代 役
- ドラマリーディング「ハンナとハンナ」（Hannah and Hanna）（2009年8月6日-7日沖縄市働く婦人の家、2009年8月16日せんがわ劇場、作：ジョン・レタラック、翻訳：中山夏織、演出：保科耕一） - コソボ避難民ハンナ（Hanna） 役（主演）
  - 舞台「ハンナとハンナ」（2010年8月2日-3日、於・シアターBRAVA!、8月14日-15日、於・あうるすぽっと、作：ジョン・レタラック、翻訳：中山夏織、演出：保科耕一、美術・照明：ヤン・ベッカー） - コソボ避難民ハンナ（Hanna） 役（主演）
  - 舞台「ハンナとハンナ」（2011年3月19日 於・長浜文化芸術会館、7月23日 於・すばるホール、7月29日-31日 於・沖縄商工会議所、作：ジョン・レタラック、翻訳：中山夏織、演出：保科耕一） - コソボ避難民ハンナ（Hanna） 役（主演）
- 舞台「だんだん」（2009年10月1日-11月10日、於・シアター1010、大阪松竹座他、作：森脇京子、演出：樫田正剛） - 田島めぐみ 役（主演）
- 舞台「オンディーヌを求めて」（2010年11月13日-15日 於・富良野演劇工場、11月20日-21日 於・森ノ宮ピロティホール、11月23日 於・淨るりシアター、11月27日-28日 於・ラフォーレミュージアム六本木、作・演出：倉本聰、富良野GROUP公演） - 久米島愛 役（主演）
- 舞台「マロース」（2011年1月15日 於・富良野演劇工場、作・演出：倉本聰、富良野GROUP公演） - ゲスト出演
- 舞台「有毒少年」（2011年11月15日-26日 於・CBGKシブゲキ!!、11月29日-30日 於・梅田芸術劇場シアター・ドラマシティ、作・演出：末満健一） - 読書家 役
- 舞台「HUG!〜ステレオサウンズ」（2012年5月26日-6月2日 於・紀伊國屋ホール、2012年6月9日 於・佐賀市文化会館、2012年6月16日 於・山口情報芸術センター、作・南原清隆、福島三郎、堀部圭亮、演出・近藤芳正、福島三郎）
- ミュージカル「MAMMA MIYA!!〜マンマ・ミーヤ!!〜」 コードネーム「S.Q.S」（2012年10月25日 於・シアターグリーン BIG TREE THEATER） - ゲスト出演
- リーディングドラマ「Re:」（2014年11月24日 於・ひこね市文化プラザ、2014年12月22日 於・CBGKシブゲキ!!、原作・演出：土田英生、主題歌：瓜生明希葉、映像：上田大樹） - 片山夏希 役
- 舞台「くるくると死と嫉妬」（2014年12月4日 於・あうるすぽっと、作・演出：秦建日子） - 田丸くんの恋人（ニュースキャスター）役（ゲスト出演）
- 舞台「桂米朝追善芝居 地獄八景亡者戯」（2016年2月6日-22日 於・大阪松竹座） - 小糸 役
- 朗読劇 私の頭の中の消しゴム 8th letter（2016年4月29日、5月3日 於・天王洲 銀河劇場） - 薫 役
- 舞台「結婚なんて、クソくらえっ!」（2017年2月10日-12日 於・東京カルチャーカルチャー、劇団こどもみかん公演）
- リーディングドラマ「シスター」（2017年3月10日 於・サンケイホールブリーゼ）
  - リーディングドラマ「シスター」（2018年9月1日 於・博品館劇場）
- 舞台「土佐堀川 近代ニッポン―女性を花咲かせた女 広岡浅子の生涯」（2017年10月4日-28日 於・シアタークリエ、原作：古川智映子、脚本：小池倫代、演出：田村孝裕） - 亀子 役
- 舞台「泣いたらアカンで通天閣」（2018年2月1日-2月10日 於・大阪松竹座、原作：坂井希久子、脚本・演出：わかぎゑふ） - 三好千子 役
- 舞台「花盛り四人姉妹〜吉野まほろば物語〜」（2018年4月12日-4月30日 於・大阪新歌舞伎座、6月9日-15日 於・明治座、作：堀越真、演出：水谷幹夫） - あやめ 役
- 舞台「放課後の厨房男子」（2018年10月18日-11月4日 於・博品館劇場、原作：秋川滝美、脚本：川尻恵太、演出：小林顕作） - ミコちゃん先生 役
  - 舞台「放課後の厨房男子〜リターンマッチは恋の味 篇〜」（2019年11月1日-5日 於・日経ホール、11月23日-24日 於・松下IMPホール、11月27日-12月8日 於・博品館劇場、原作：秋川滝美、脚本：川尻恵太、演出：小林顕作） - ミコちゃん先生 役
- 舞台 大阪御ゑん祭「夫人マクベス」（2019年2月25日 於・大阪市立芸術創造館、作演出：オカモト國ヒコ） - （ゲスト出演：あらすじ朗読＆トーク）
- 舞台「三婆」（2019年5月31日-6月27日 於・大阪松竹座、7月1日-8日 於・博多座、原作：有吉佐和子、脚本：小幡欣治、演出：齋藤雅文） - お花 役
- 松竹創業130周年記念「じゃりン子チエ」（2025年11月15日 - 25日〈予定〉、大阪松竹座） - 竹本ヨシ江 役[79][80]

## 出演 (三倉佳奈として)

### テレビドラマ
- 連続テレビ小説（NHK総合）
  - ふたりっ子（1996年 - 1997年） - 野田香子（幼少期） 役（主演）、黒岩玲実 役
  - だんだん（2008年 - 2009年） - 一条（花村）のぞみ 役（主演）
- この指とまれ2（1997年、NHK総合） ‐ 藤吉愛子 役
- サンタが殺しにやって来た2（1997年12月23日、関西テレビ クリスマス・ドラマスペシャル） - ナナ 役
- 双子探偵（1999年、NHK教育 ドラマ愛の詩） - 山下真衣 役（主演）
  - ズッコケ三人組VS双子探偵（2001年、NHK総合 ドラマ愛の詩 正月SP） - 山下真衣 役（主演）
- いい旅いい夢いい女〜九州路（2000年1月2日、NHK総合 正月ドラマ） - 小泉峰子 役
- 夢みる惑星（2000年、NHK BSハイビジョン 年始スペシャル） - 玲奈 役（主演）
- TRICK シーズン1 第7話（2000年、テレビ朝日） - 『哲 この部屋』ゲスト 役
- 金田一耕助ファイルII 獄門島（2003年、テレビ東京のサスペンスドラマ 女と愛とミステリー） - 鬼頭月代 役
- 柳生十兵衛七番勝負 第4回（2005年、NHK総合 金曜時代劇） - さよ 役
- ギネ 産婦人科の女たち 第2話・第9話（2009年10月21日・12月9日、日本テレビ） - 江川理緒 役
- 新選組血風録 第4回（2011年4月24日、NHK BSプレミアム BS時代劇） - おその 役
- 鈴子の恋 ミヤコ蝶々女の一代記（2012年、東海テレビ） - ミス・ワカナ 役
- たぶらかし-代行女優業・マキ- 第7話（2012年5月17日、読売テレビ） - 相原沙耶香 役
- 間違われちゃった男（2013年、フジテレビ） - 碓井幸 役
- 押忍!!ふんどし部! 第4話、第8話（2013年、テレビ神奈川）
  - 押忍!!ふんどし部!シーズン2 〜南海怒濤篇〜 第9話（2014年2月28日）
- 警部補 矢部謙三2 第6話（2013年8月16日、テレビ朝日） - 三上弥生 役
- 森光子を生きた女〜日本一愛されたお母さんは、日本一寂しい女だった〜（2014年5月9日、フジテレビ 開局55周年スペシャルドラマ） - 吉永祥子 役
- Dr.検事モロハシ〜新たなる生命〜（2014年7月1日、フジテレビ） - 佐川珠代 役
- 美しき罠〜残花繚乱〜（2015年、TBS） - 田代江美 役
- 母さん、俺は大丈夫（2015年8月22日、日本テレビ 24時間テレビスペシャルドラマ） - 井沢冬子 役
- 共犯 元刑事 永井耕作の誘拐捜査（2016年6月1日、テレビ東京 水曜ミステリー9） - 風間恭子 役
- よしもと新喜劇 真夏の大感謝祭4時間ぶち抜きSP 第3部 『よしもと綺談「蘇り」』（2016年8月20日、毎日放送） - 深山梛子 役
- もひかん家の家族会ぎ（2017年、テレビ神奈川 ほか） - ママ 役
- 新春ドラマスペシャル 娘の結婚（2018年1月8日、テレビ東京） - 吉沢花恵 役
- 越路吹雪物語 第44話 - 最終話（2018年、テレビ朝日） - 田畑和子 役
- 関西テレビ開局60周年特別ドラマ「BRIDGE はじまりは1995.1.17神戸」（2019年1月15日、関西テレビ）- 國代遥 役
- あなたの番です（2019年4月14日 - 9月8日、日本テレビ） - 石崎洋子 役
  - 劇場版公開記念!「あなたの番です」完全新撮スペシャル!（2021年12月10日）
- ハムラアキラ〜世界で最も不運な探偵〜 第3話（2020年2月7日、NHK総合） - 慧美 役
- 警視庁・捜査一課長 2020 第4話（2020年4月30日、テレビ朝日）‐ 韮崎久仁子 役
- 歯無しのグルメ〜噛まずにとろける美味い店〜（2023年1月21日、TBS） - 芝山春香 役
- 特捜9 season7 第1話（2024年4月3日、テレビ朝日） - 角山哉子 役[81]

### テレビアニメ
- 妖怪人間ベム第20話「死霊との船旅」（2006年8月26日、アニマックス） - ニクシー 役（アニメ声優デビュー作）

### 情報・バラエティ番組
- ニュースパーク関西（1997年4月 - 1998年3月、NHK大阪、こどもニュースキャスター）
- 春の高校バレー（2002-2003年、フジテレビ、レポーター）東京都大会、全国大会
- まなかなの堺シティナイン（200?年10月25日-200?年、ケーブルテレビジェイコムウエスト9ch、レポーター）大阪府堺市の広報番組
- 遊びに行こっ!（2004年10月 - 2008年3月、テレビ愛知、メインレポーター）
- ビーバップ!ハイヒール（2005年4月 - 2008年5月、2011年3月17日、朝日放送、準レギュラー）
- みんなの甲子園（2004年 - 2009年、毎日放送、GAORA、司会）
- ディズニー365（準レギュラー・2007年4月よりレギュラー）（2005年10月 - 2008年5月、CSディズニーチャンネル）
- マナ☆カナのチームワークにACCESS!（2006年、サイエンスチャンネル）
- 3か月トピック英会話「TOKYOまちかどリスニング」（NHK教育）（2006年10月 - 12月）
- 別冊カンテレ批評（2007年10月 - 2008年3月、関西テレビ、司会）
- テレビの木（2008年4月 - 2009年9月、関西テレビ、司会、『別冊カンテレ批評』より改題）
- ぐるっと食の旅 キッチンがゆく（2013年4月 - 2014年3月、NHK BSプレミアム）
- バラエティー生活笑百科（2014年2月 - 、NHK大阪、特別相談員）
- ゆうがたLIVE ワンダー（2015年10月 - 、関西テレビ、コメンテーター）
- ごごネタ! 快適!こだわりライフTV（2015年12月 - 2016年3月、CBCテレビ）
- すくすく子育て（2015年8月 - 9月、NHK Eテレ） - 司会（くわばたりえの産休に伴う代理）
  - すくすく子育て（2017年4月、NHK Eテレ） - 司会（優木まおみの産休に伴う代理）
- ミント!（2019年10月 - 2021年2月、毎日放送、火曜準レギュラーパネラー）

### ラジオドラマ
- 青春アドベンチャー（NHK-FM）
  - マナカナの大阪LOVERS（2010年3月1日 - 5日・3月8日 - 12日）[71]
マナカナを題材にしたラジオドラマで、1話完結のオムニバスを10本放送。
  - マナカナの大阪WORKERS（2011年3月7日 - 10日）（2011年8月22日 - 26日・8月29日 - 9月2日）[72]
マナカナの大阪LOVERSに続く第2弾。1話完結のオムニバスを10本放送。初回放送時は2011年3月11日に発生した東日本大震災の影響により第5話以降の放送が中止されたが、2011年8月-9月にトークの一部分を新たに収録しなおした上で第1話から全10話を改めて放送した。
- 「まるっと☆しまね」不昧三昧!〜松江を築いたイケメン物語〜（2018年9月28日、NHKラジオ第1〈中国〉）

### 映画
- 花のお江戸の釣りバカ日誌（1998年、松竹） - 冒頭の寸劇シーン（敵打をする双子役）
- GSワンダーランド（2008年、デスペラード、日活） - 石貫明美 役
- 茜色の約束 サンバDo金魚（2012年、百米映画社） - 西田麻由子 役
- あなたの番です 劇場版（2021年12月公開） - 石崎洋子 役[82]

### ミュージックビデオ
- wacci「ワンセット」（2018年10月）

### 舞台
- ミュージカル「アルプスの少女ハイジ」（2000年8月17日-25日） - ハイジ 役（主演、Wキャスト）
  - ミュージカル「アルプスの少女ハイジ」（2001年8月20日-30日、2001年12月23日、2002年3月16日、21日） - ハイジ 役（主演、Wキャスト）
  - ミュージカル「アルプスの少女ハイジ」（2004年1月10日-11日） - ハイジ 役（主演、Wキャスト）
- ミュージカル「ミレット」[注 5]（2001年8月4日-9月10日） - ミレット 役（主演、Wキャスト）
- ミュージカル「大草原の小さな家」（2002年7月25日-8月31日） - メアリー役（Wキャスト）、ネリー 役（Wキャスト）
- ミュージカル「サウンド・オブ・ミュージック」（2004年5月2日-28日、於・博多座） - 長女リーズル 役（Wキャスト）
- ミュージカル「ちぎれた雲はどこへ行く」（2005年7月23日-8月28日） - ホワワ 役
  - ミュージカル「ちぎれた雲はどこへ行く」（2007年7月29日-9月1日） - ホワワ 役
- 忍者イリュージョン「NARUTO」（2006年5月4日-21日） - サクラ 役（Wキャスト）
- ミュージカル「あしながおじさん」（2006年7月15日-8月5日） - ジュディ 役（主演、Wキャスト）
- 舞台「いろどり橋」（2006年11月5日-29日、原作：山本周五郎、脚本：堀越真、演出：寺崎秀臣、於・中日劇場） - お駒 役
- 舞台「月の子供」（2007年2月7日-18日、作・演出：秦建日子、於・本多劇場） - （空想の）佐倉悟 役（主演）
- 舞台「女ねずみ小僧」（2007年11月2日-27日、作：横内謙介、演出：岡村俊一、於・明治座） - お小夜 役
- ドラマリーディング「ハンナとハンナ」（Hannah and Hanna）（2009年8月6日-7日沖縄市働く婦人の家、2009年8月16日せんがわ劇場、作：ジョン・レタラック、翻訳：中山夏織、演出：保科耕一） - 英国人ハンナ（Hannah） 役（主演）
  - 舞台「ハンナとハンナ」（2010年8月2日-3日、於・シアターBRAVA!、8月14日-15日、於・あうるすぽっと、作：ジョン・レタラック、翻訳：中山夏織、演出：保科耕一、美術・照明：ヤン・ベッカー） - 英国人ハンナ（Hannah） 役（主演）
  - 舞台「ハンナとハンナ」（2011年3月19日 於・長浜文化芸術会館、7月23日 於・すばるホール、7月29日-31日 於・沖縄商工会議所、作：ジョン・レタラック、翻訳：中山夏織、演出：保科耕一） - 英国人ハンナ（Hannah） 役（主演）
- 舞台「だんだん」（2009年10月1日-11月10日、於・シアター1010、大阪松竹座他、作：森脇京子、演出：樫田正剛） - 一条のぞみ 役（主演）
- 舞台「パッチギ!」（2009年12月4日-12月23日、於・新国立劇場中劇場、総合演出：井筒和幸、舞台演出：茅野イサム、脚本：羽原大介、音楽：加藤和彦） - リ・キョンジャ（李慶子） 役
- 舞台「さくら色 オカンの嫁入り」（2010年9月16日-26日 於・紀伊國屋サザンシアター、10月8日-9日 於・サンケイホールブリーゼ、原作：咲乃月音、脚本：赤澤ムック、演出：西川信廣） - 森井月子 役
- 舞台「オンディーヌを求めて」（2010年11月13日-15日 於・富良野演劇工場、11月20日-21日 於・森ノ宮ピロティホール、11月23日 於・淨るりシアター、11月27日-28日 於・ラフォーレミュージアム六本木、作・演出：倉本聰、富良野GROUP公演） - 谷村めぐみ 役（主演）
- 舞台「マロース」（2011年1月15日 於・富良野演劇工場、作・演出：倉本聰、富良野GROUP公演） - ゲスト出演
- 舞台「ええから加減」（2012年7月1日-29日 於・シアタークリエ、原作：永田俊也、脚本・演出：田村孝裕） - 岩崎チカコ 役
  - 舞台「ええから加減」（2013年10月10日-19日 於・サンケイホールブリーゼ、2013年10月23日-31日 於・中日劇場、2013年11月3日-26日 於・シアタークリエ、ほか、原作：永田俊也、脚本・演出：田村孝裕） - 岩崎チカコ 役
- ミュージカル「MAMMA MIYA!!〜マンマ・ミーヤ!!〜」 コードネーム「S.Q.S」（2012年10月25日 於・シアターグリーン BIG TREE THEATER） - ゲスト出演
- リーディングドラマ「LOVE LETTERS」（2013年8月1日 於・PARCO劇場、原作：A.R.ガーニー、訳・演出：青井陽治） - メリッサ 役
- リーディングドラマ「シスター」（2018年9月1日 於・博品館劇場）
- ミュージカル「犬との約束」（2022年4月15日 - 24日〈予定〉、よみうり大手町ホール / 4月29日 - 5月4日〈予定〉、松下IMPホール）[83]

## 作品

### 映像作品

#### VHS
- 「ひとりっ娘2」（1997年9月、ソニー・ピクチャーズ。オルセン姉妹主演 声の吹き替え）
- 大阪府警交通安全ビデオ「まなとかなの　おじいちゃんおばあちゃん　気をつけて!」（1998年11月）
- 「Smile（スマイル）ManaKana」（1998年11月、日本コロムビア）
- 伊丹市立こども文化科学館、みえこどもの城「まな・かなレポート〜2100年火星開発計画〜」（1999年3月 - 6月、プラネタリウム番組）
- 北九州市環境教育用ビデオ「未来からの訪問者」（2000年1月）
- 埼玉大学紹介ビデオ（2001年）
- ヤクルト本社企業PRビデオ（2001年）
- 社団法人日本ガス協会「マナ☆カナの天然ガス自動車で行こう！」（2001年3月）
- 財団法人兵庫県環境クリエイトセンター「21世紀は環境の世紀」（2001年4月）
- スポーツ・エコ・ビレッジ「茉奈・佳奈の『これからのスポーツと環境』を考える！」（2001年5月）
- NHK大阪放送局「ようこそNHK大阪新放送会館へ〜まなとかなとみほが見て歩き〜」（2001年12月）
- 斎宮歴史博物館 映像展示ビデオ「斎宮を歩く」（2003年4月）
- 三重県防災教育用ビデオ（小学生向け）「大地震が学校をおそったら〜自分の命は自分で守ろう〜」（2004年1月）
- 三重県防災教育用ビデオ（中学生向け）「大地震・津波〜そのときあなたは！？〜」（2004年1月）
- 大阪府水道部庭窪浄水場 水道見学施設展示ビデオ（2006年）
- 和歌山県防災ビデオ「東南海・南海地震に襲われたら〜緊急事態！その時あなたは？!〜（2005年6月、テレビ和歌山）
- 愛媛県西条市観光ビデオ （2005年12月）

#### DVD
- くりぃむしちゅーのたりらリラ〜ン ベタドラマDVD（2006年7月、バップ）「ベタに二人で」 - ベタ乃役（茉奈）
- ヤマハトランペット・DVDレッスンガイド（2006年11月、ヤマハ）
- ヤマハサクソフォン・DVDレッスンガイド（2006年11月、ヤマハ）
- ヤマハフルート・DVDレッスンガイド（2006年11月、ヤマハ）
- 3か月トピック英会話 TOKYOまちかどリスニング1〜3（2007年7月、ポニーキャニオン）
- 愛知県防災DVD「あっ！どうする？そうなる前の防災対策」（2007年11月、非売品。愛知県内の市町村図書館等で貸出し・閲覧可能）
- 環境野郎Dチームvol.3（2008年1月、ポニーキャニオン）
- GSワンダーランド DVD（2009年4月、ジェネオン・ユニバーサル・エンターテイメントジャパン）

## 書籍
- カナりマナべる ビジネス数学検定―公式テキスト―（2007年9月、創成社、写真のみ）
- はじめまして三倉茉奈です。はじめまして三倉佳奈です。（2008年2月23日、創成社、フォトエッセイ）